# Eissportzentrum Klagenfurt
Das Eissportzentrum Klagenfurt umfasst die Heidi-Horten-Arena (bis 2022 Stadthalle Klagenfurt) sowie die Sepp-Puschnig-Halle. Es handelt sich um zwei Eisstadien im österreichischen Klagenfurt, die am nördlichen Ende der Klagenfurter Messe liegen und gemeinsam die Nummer 6 tragen.
Die Hallen werden im Winter vorwiegend als Spiel- und Trainingsstätten des EC KAC, seiner Nachwuchsmannschaften und verschiedener unterklassiger Mannschaften genützt – daneben werden aber auch Eisstockschießen und Eiskunstlauf betrieben. Außerdem ist die Halle zu bestimmten Zeiten für den Publikumslauf geöffnet.

## Heidi-Horten-Arena
Die Heidi-Horten-Arena (bis 2022 Stadthalle Klagenfurt) ist die Heimstätte des Eishockeyvereins EC KAC. Über viele Jahre hatte die Halle ein Fassungsvermögen von 5.088 Zusehern und wurde während ihres Bestehens mehrmals umgebaut. Durch die Umbauten war die Halle ab Juli 2015 nur noch für 4.945 Zuseher zugelassen. Unter anderem wurde im Lauf der Zeit ein VIP-Club eingerichtet und dieser mehrmals vergrößert. Außerdem wurde im Jahr 2007 ein Videowürfel installiert.
Die Halle dient als Messe,- Ausstellungs- und Veranstaltungsfläche, wenn dort keine Sportveranstaltungen stattfinden sollen. Dann werden die im Untergeschoß befindlichen Tribünen regelmäßig abgebaut, um so die zur Verfügung stehende Fläche zu vergrößern.
Unter den Fans des EC KAC wurde die damalige Stadthalle eher zwiespältig wahrgenommen. Einerseits wird sie als Teil des Vereins aufgefasst, da die Mannschaft den Großteil ihrer 31 Meistertitel dort errungen hat, andererseits wird von den Zuschauern oft die mangelnde Sicht moniert. Die Tragkonstruktion der Halle besteht aus Rahmen, deren Stützen jedoch sehr eng gesetzt sind, sodass von den weiter hinten liegenden Plätzen an den Längsseiten nicht mehr die gesamte Eisfläche eingesehen werden kann. Außerdem entsprechen trotz häufiger Umbauten Teile der Infrastruktur nicht mehr dem neuesten Stand der Technik. Daher entschloss sich der Klub, die Eishalle ab 2017 umfassend zu sanieren. Nach dem Einbau neuer Licht- und Toilettenanlagen im Jahr 2017 sowie dem kompletten Neubau des Kabinentrakts (2018) wurde im Sommer 2022, ein 360-Grad-Videowürfel installiert und der gesamte Innenraum entkernt und neu errichtet. Dabei sank die zulässige Kapazität auf 4.409 Zuseher. Zur Inbetriebnahme der Spielstätte im Oktober 2022 erhielt die Stadthalle den Namen Heidi-Horten-Arena, da die KAC-Ehrenpräsidentin Heidi Horten über 5 Millionen Euro in den Umbau investiert hatte. Ein Jahr später, im Sommer 2023, wurden die Fassaden komplett saniert und der Vorplatz am Haupteingang neu gestaltet. Insgesamt wurden 8,7 Millionen Euro investiert.

## Sepp-Puschnig-Halle
Im Jahr 1997 wurde direkt neben der Stadthalle die Sepp-Puschnig-Halle mit einem Fassungsvermögen von ungefähr 500 Zusehern eröffnet. Sie dient dem KAC und seinen Nachwuchsteams als Trainingsstätte. Über ein Café, das Timeout, und die Arbeitsräume des Eismeisters sind die beiden Hallen miteinander verbunden. Namensgeber ist der ehemalige KAC-Spieler Sepp Puschnig.

## Veranstaltete Turniere
Klagenfurt war bereits mehrfach Austragungsort von internationalen Eishockeyturnieren:
- B-Weltmeisterschaft 1982 und 1992 (gemeinsam mit Villach)
- Qualifikationsturnier für die Eishockey A-WM 1998 und 1999
- jeweils zweite Qualifikationsrunde für die Olympischen Winterspiele 2002 und die Olympischen Winterspiele 2006
- U20-Junioren B-Weltmeisterschaft 1980 und 1986

## Trivia
Im Jahr 2017 diente das Eissportzentrum als Drehort für die Filmkomödie Harri Pinter, Drecksau.